# Gustaf David Hagerman
Gustaf David Hagerman, född 22 september 1770 i Tolånga socken, död 23 augusti 1839 i Ystad, var en svensk affärsman.
Gustaf David Hagerman var son till kyrkoherden Christian Hagerman. Han utbildade sig till handlare hos släktingen Predbjörn Blanxius, och då denne avled 1789 testamenterade han sin rörelse, som omfattade minuthandel och grosshandel med spannmål till Hagerman, han gifte sig senare även med Blanxius dotter. 1798 fick han burskap som handlare, först i kompanjonskap med Jöns Peter Hemberg men från 1802 innehade han en egen firma. Kontinentalsystemet innebar ett uppsving för hans verksamheter som nu kom att omfatta grosshandel med alla möjliga importvaror. Hagerman ägnade sig även åt smuggling av säd. Han var 1830 en av grundarna av Skånska Privatbanken och ledamot av bankens styrelse 1831-1839. Han avböjde kommerseråds titel men var 1815 ledamot av borgarståndet vid Sveriges riksdag. Gustaf David Hagerman ägde flera hus i Ystad, och lät 1831 bygga om det Hagermanska huset där han hade sin bostad. 1836 köpte han Vittskövle slott av sin bror Jonas-Philip Hagerman där han bodde under sina sista år.